# Japoński mundurek szkolny

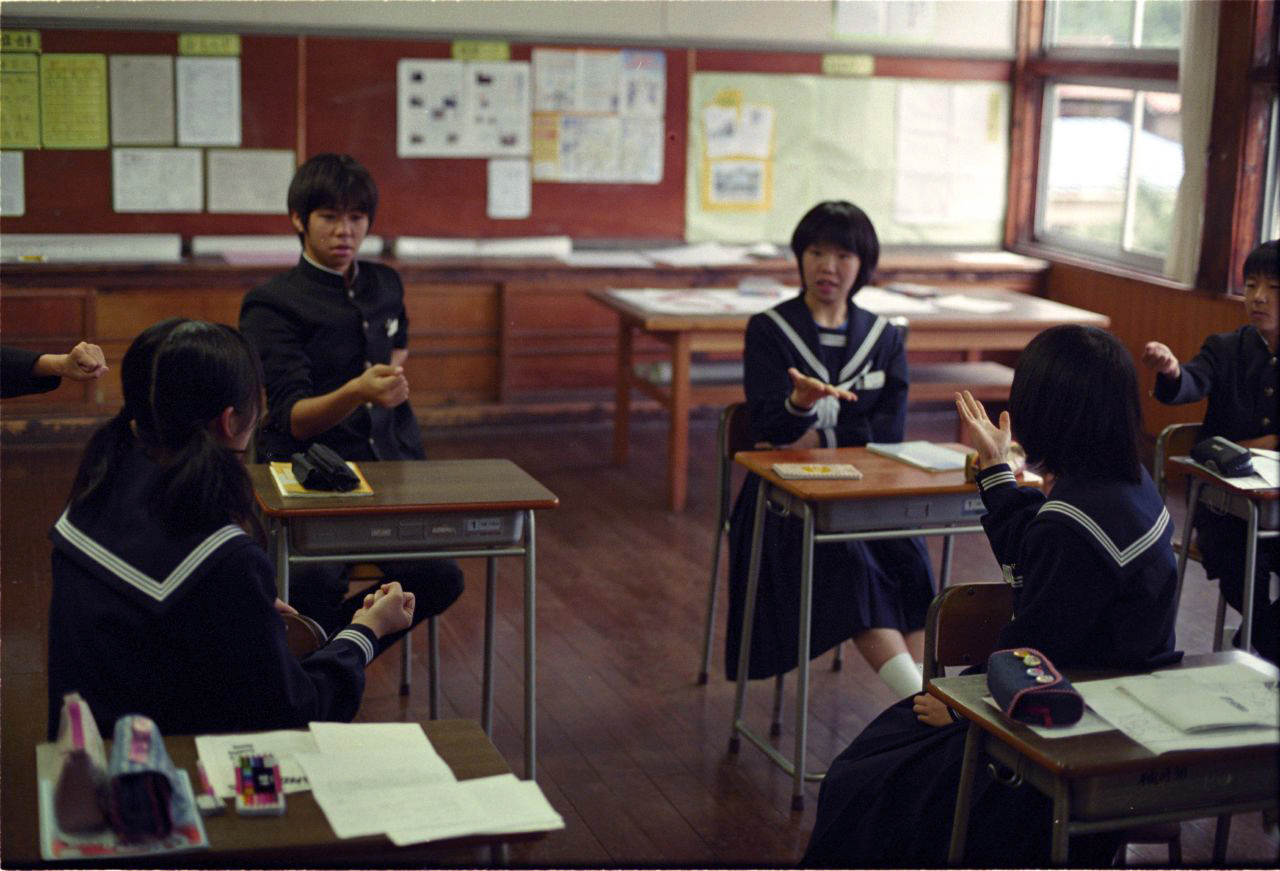
Uczniowie grają w janken (papier, kamień, nożyce)

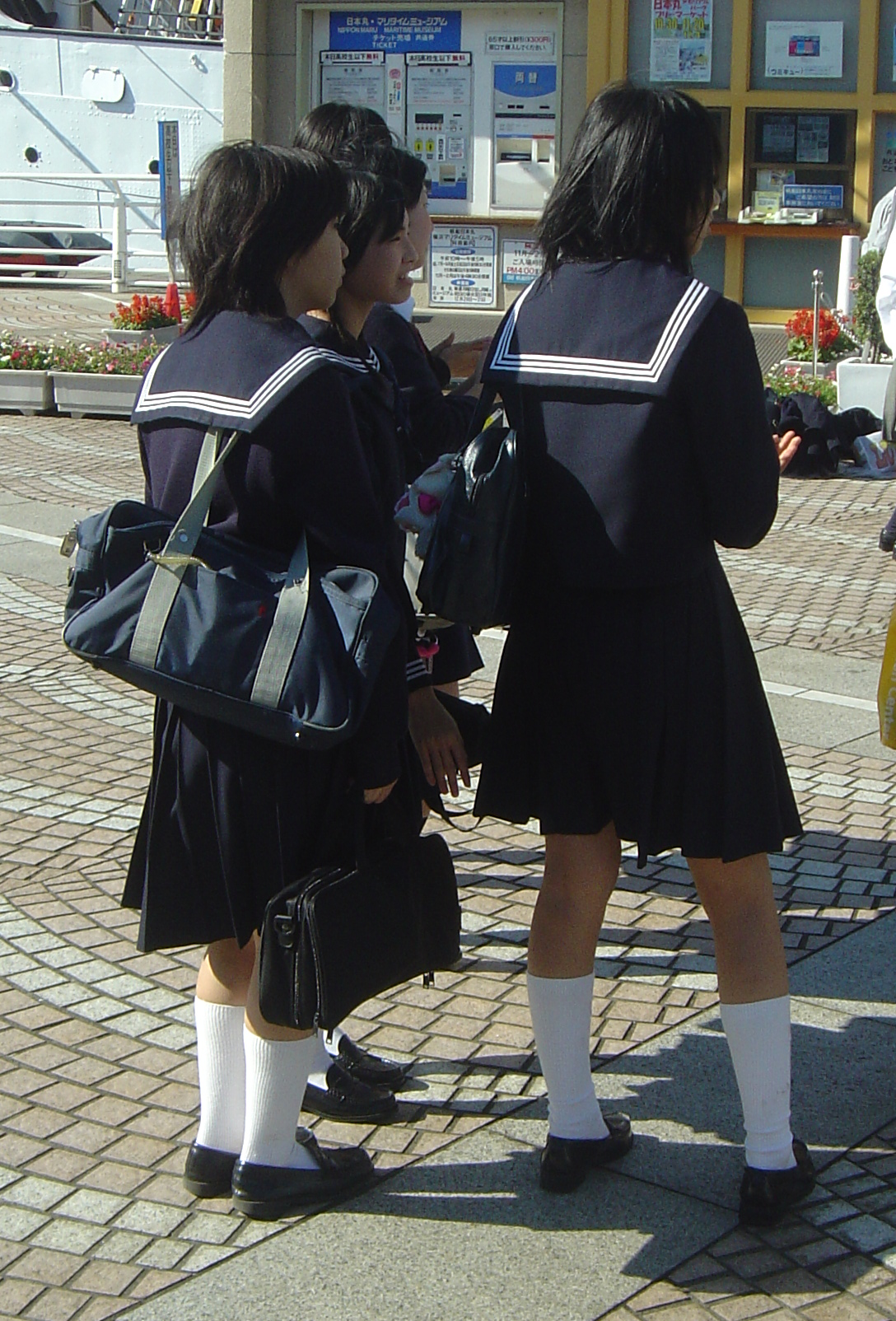
Uczennice japońskiej szkoły średniej w mundurkach

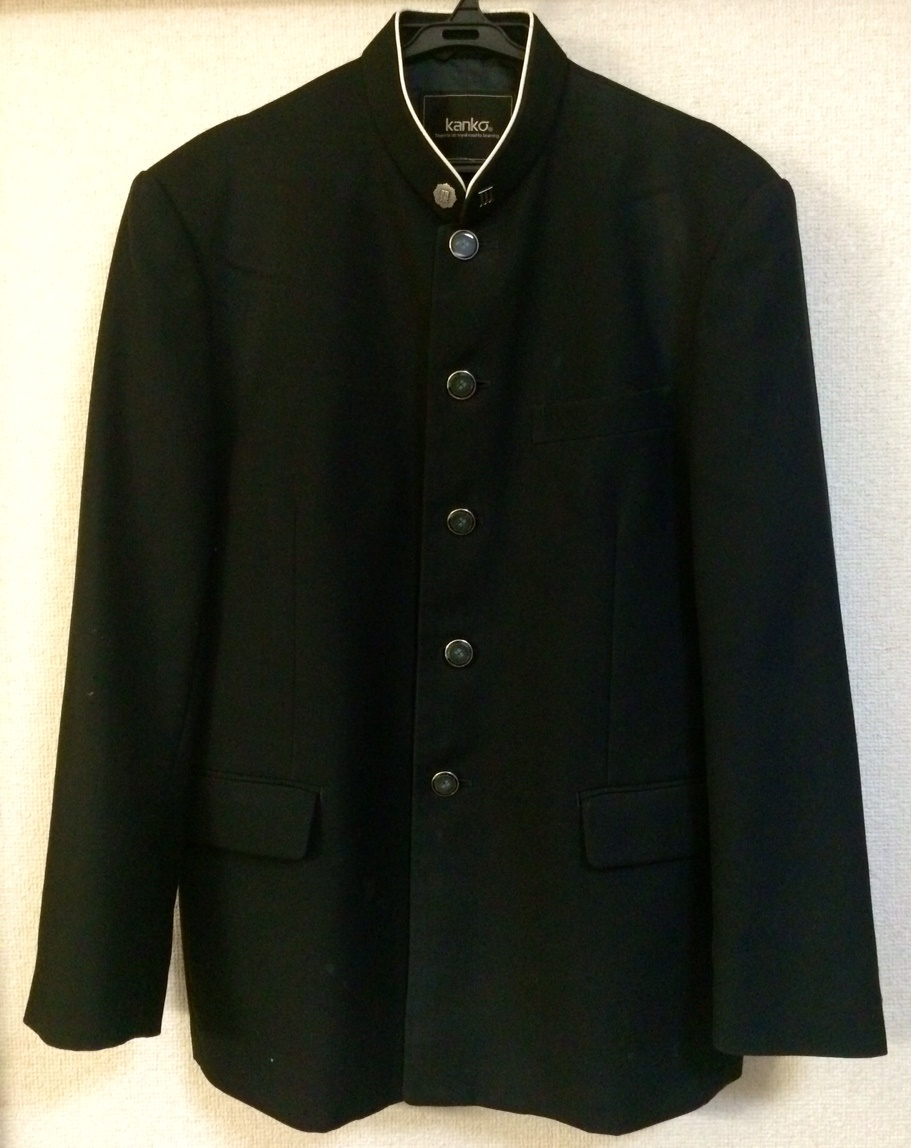
Gakuran

Japońskie mundurki szkolne (jap. 日本の学校制服 Nihon no gakkō seifuku) zostały wprowadzone pod koniec XIX wieku w dwóch szkołach: w Tokio i Sapporo. Dziś znajdują się one w powszechnym użyciu zarówno w szkołach publicznych, jak i prywatnych.

## Użycie
W większości szkół podstawowych uczniowie nie są zobowiązani do noszenia mundurka. Tam, gdzie jest on wymagany, wielu chłopców nosi białe koszule, spodnie i czapki. Dziewczęce mundurki mogą składać się z plisowanej spódnicy i białej bluzy. Czasami dziewczęta noszą strój marynarski. Wariant mundurka może zależeć od sezonu. Zazwyczaj zarówno chłopcy jak i dziewczęta noszą jaskrawe czapki, aby uniknąć wypadków drogowych.
Mundurki w szkołach średnich tradycyjnie przypominają styl wojskowy dla chłopców i marynarski dla dziewcząt. Stworzone zostały na podstawie oficjalnych strojów wojskowych okresu Meiji, które z kolei bazują na europejskim stylu mundurów marynarki wojennej. Podczas gdy ten styl mundurków nadal jest w powszechnym użyciu, wiele szkół zmieniło ich krój na przypominający mundurki z zachodnich szkół parafialnych. Te składają się z białej koszuli, krawatu, marynarki z godłem szkoły i spodni (zazwyczaj w innym kolorze niż marynarka) dla chłopców, a z tartanowej spódnicy dla dziewcząt.
Bez względu na to, który typ wybierze szkoła, wszystkie mają wersję letnią mundurka, składającą się zazwyczaj z białej koszuli i spodenek u chłopców, a lżejszego tradycyjnego mundurka lub bluzy z krawatem i tartanowej spódnicy dla dziewcząt. Mają również mundurki przeznaczone do zajęć wychowania fizycznego – poliestrowy dres do całorocznego użytku oraz t-shirt i krótkie spodenki na lato. W szkołach o mniejszej dyscyplinie uczniowie mogą ubierać się w różne warianty mundurków.
Zdarza się, że niektórzy uczniowie, chcąc zamanifestować swoją niechęć do mundurków, noszą je w nieodpowiedni sposób lub dodają zabronione elementy, takie jak odznaki czy tak zwane luźne skarpety (loose socks). Dziewczęta mogą skracać spódnice, chłopcy nosić spodnie poniżej bioder, nie nosić skarpetek lub nie zapinać koszul.
Niektóre szkoły nie posiadają przebieralni lub szatni oddzielnie dla dziewcząt i chłopców, więc uczniowie przebierają się w salach lekcyjnych. Przez to zdarza się, że niektórzy noszą stroje sportowe pod mundurkami przeznaczonymi na lekcje.
Pewne szkoły kontrolują również fryzury, obuwie i tornistry uczniów, jednak te zasady stosowane są przeważnie jedynie do specjalnych uroczystości, takich jak ceremonia rozpoczęcia i zakończenia trymestru.

## Gakuran

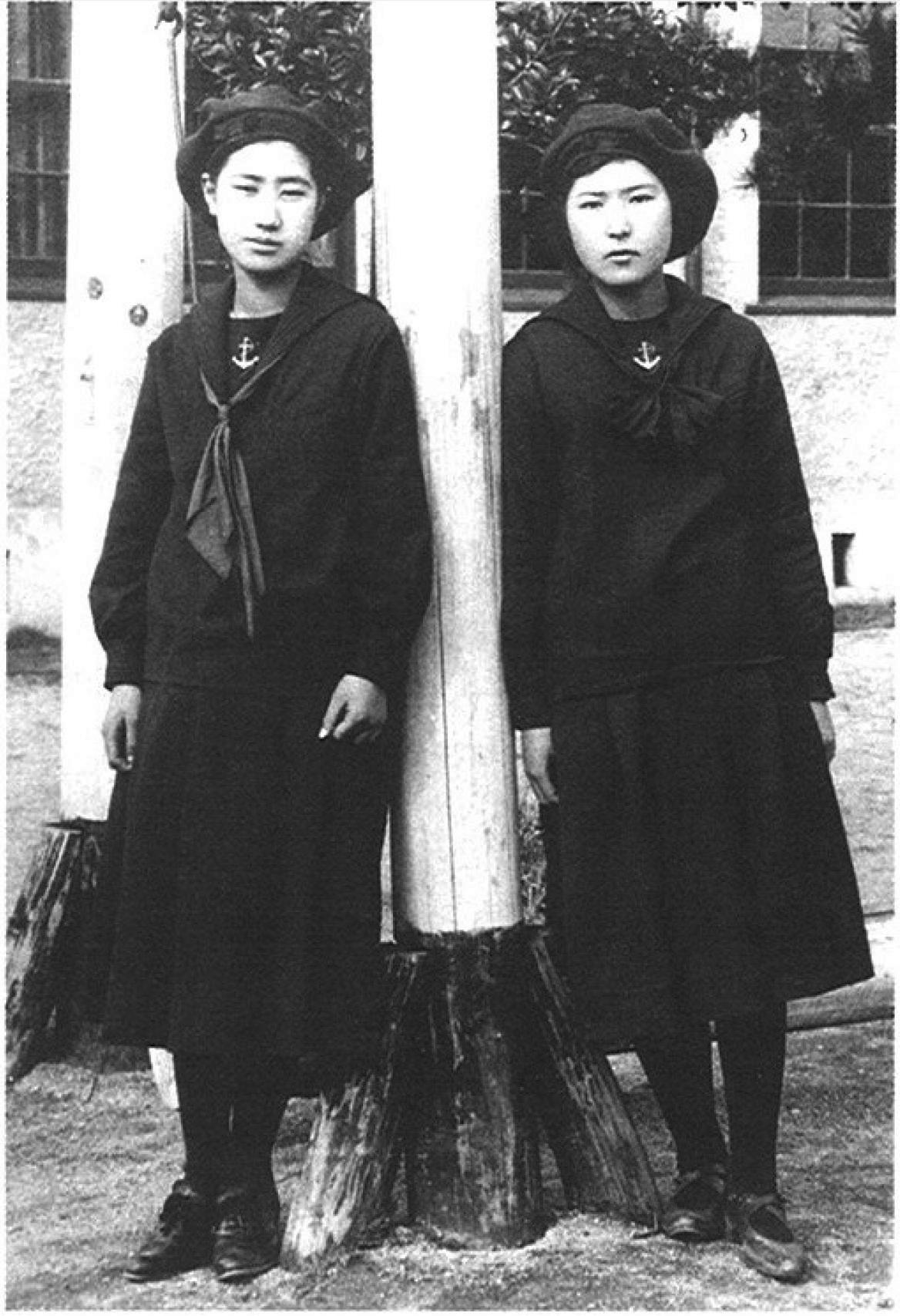
Uczennice szkoły w Fukuoce, lata 20. XX wieku

Gakuran (学ラン) lub tsume-eri (詰め襟, „stojący kołnierzyk”) to mundurki szkolne dla chłopców używane w wielu szkołach w Japonii. Zazwyczaj są koloru czarnego, ale niektóre szkoły używają również ciemnoniebieskich lub granatowych.
Gakuran wywodzi się z mundurów używanych w armii pruskiej. Słowo to jest połączeniem gaku (学, „nauka”, „edukacja”)  i ran (ラン lub 蘭 znaku oznaczającego tu  Holandię, co jest odniesieniem do rangaku (蘭学) słowa oznaczającego „nauczanie holenderskie”, a w szerszym rozumieniu i historycznie wpływ cywilizacji zachodniej na naukę w Japonii ogólnie).
Górna część mundurka posiada stojący kołnierz (tsume-eri) i jest zapinana na guziki ozdobione godłem szkoły. Spodnie mają proste nogawki i są jednego koloru. Noszony z nimi pasek jest zazwyczaj czarny. Niektóre szkoły wymagają, aby uczniowie nosili spinki przy kołnierzu przedstawiające szkołę lub klasę.
Drugi guzik (licząc od góry) męskiego mundurka może zostać oddany dziewczynie, co traktowane jest jako wyznanie miłosne. Guzik ten znajduje się najbliżej serca i uważa się, że zawiera uczucia z całego, trzyletniego pobytu w szkole. Praktyka ta stała się popularna za sprawą powieści Taijuna Takedy (1912–1976).
Tradycyjnie gakuran noszony jest z dopasowaną do niego (zazwyczaj czarną) czapką z daszkiem, jednakże dziś zwyczaj ten jest mniej powszechny.

## Strój marynarski

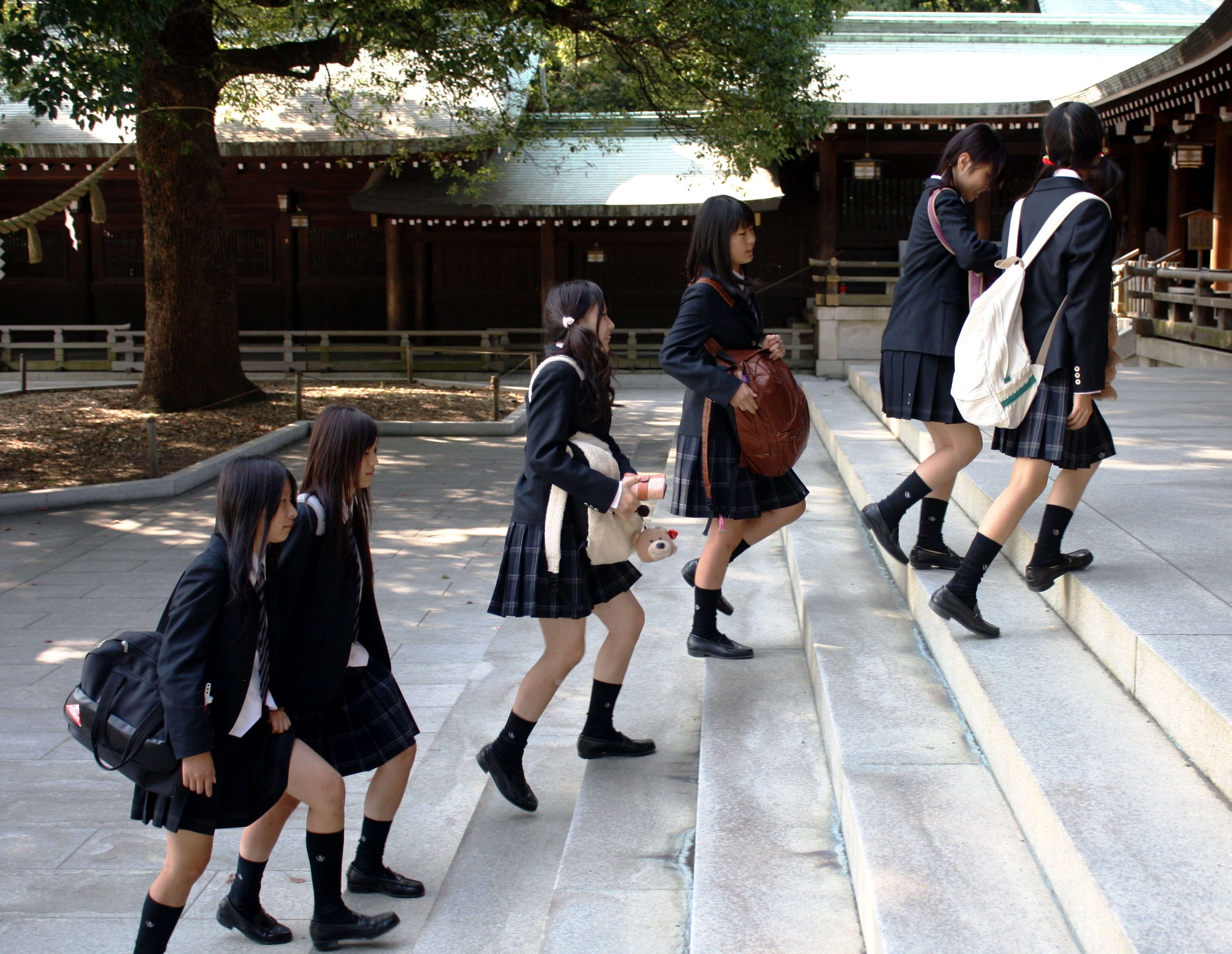
Uczennice w chramie Meiji, Shibuya, Tokio

Strój marynarski (セーラー服, sērā-fuku) jest powszechnie stosowanym krojem mundurka, noszonym przez dziewczęta w szkołach średnich oraz czasami przez uczennice szkół podstawowych. Trafił do szkół w 1921 roku za sprawą Elizabeth Lee, dyrektor Fukuoka Jo Gakuin University w Fukuoce. Stworzony został na wzór mundurów używanych przez brytyjską Royal Navy w tamtym czasie, które Lee poznała podczas wymiany studenckiej w Wielkiej Brytanii.
Mundurki te składają się z bluzy powiązanej z kołnierzem w marynarskim stylu i plisowaną spódnicą. Są dwa warianty zależne od pory roku – na zimę i na lato. Różnią się długością rękawów i tkaniną. Wstążka wiązana jest z przodu i przyczepiona jest do bluzki przez pętlę. Również wstążka ma kilka odmian. Wyróżnić można wstążki w formie krawatów, apaszek czy sznurków. Często używane kolory wstążek to: ciemny niebieski, biały, szary, jasnozielony i czarny.
Buty, skarpetki i inne dodatki czasami są częścią mundurka. Skarpetki są przeważnie ciemnoniebieskie lub białe. Buty mają kolor brązowy lub czarny. Luźne skarpetki, mimo że nie są zalecaną częścią mundurka, są noszone przez modne dziewczęta razem ze strojem marynarskim.
W latach 80. XX wieku pojawiła się tendencja do odchodzenia od mundurków marynarskich. Stało się tak w wyniku postępowania „kłopotliwych” nastolatek, które dały początek stylowi sukeban („dziewczęcych gangów”). Wielbicielki tego stylu zmieniały własny wygląd i mundurków, nadając sobie image „twardego charakteru”. Wskutek tego wiele szkół przestawiło się m.in. na blezery lub żakiety.

## Znaczenie kulturowe
Różne szkoły znane są ze swoich szczególnych mundurków. Mundurki mogą wywoływać nostalgię u byłych uczniów i często wiązane są z beztroską młodością. Mundurki są czasami przerabiane przez uczniów, aby zamanifestować swoją indywidualność. Wiąże się to ze zmianą długości spódnic, usuwaniem wstążek, chowaniem łat i odznak pod kołnierzem. W minionych dziesięcioleciach marynarskie ubrania o jaskrawych kolorach używane były przez japońskich chuliganów i gangi motocyklowe bōsōzoku.
Ponieważ szkolne mundurki są popularnym fetyszem, używane marynarskie stroje i inne części szkolnej garderoby sprzedawane są w sklepach zwanych burusera-shoppu. Marynarskie stroje, jak i inne mundurki, odgrywają dużą rolę w kulturze otaku, czego powodem jest duża liczba postaci noszących je w anime, mangach i dōjinshi.

## Galeria

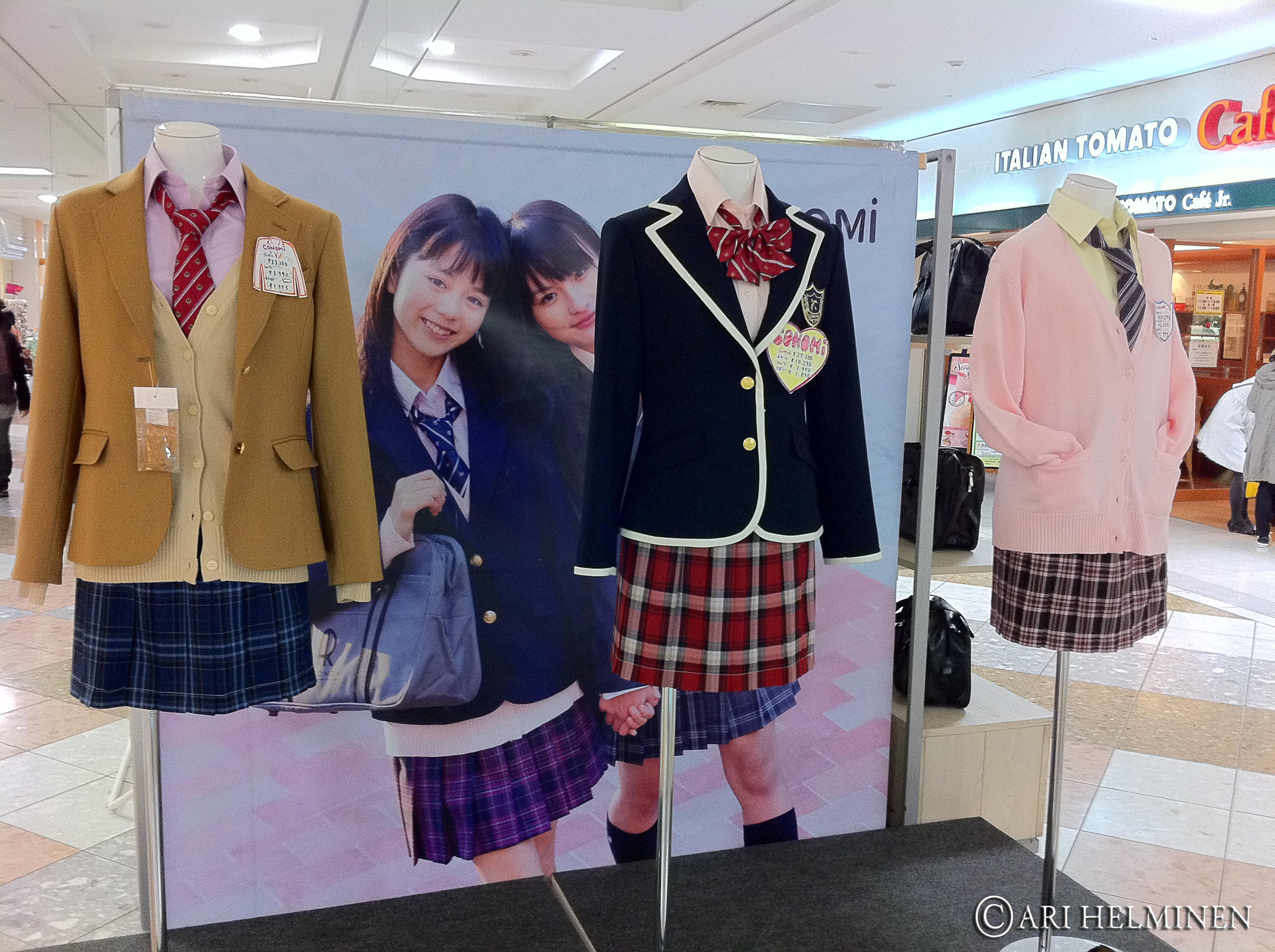
Projekty mundurków dla uczennic wyższej szkoły średniej
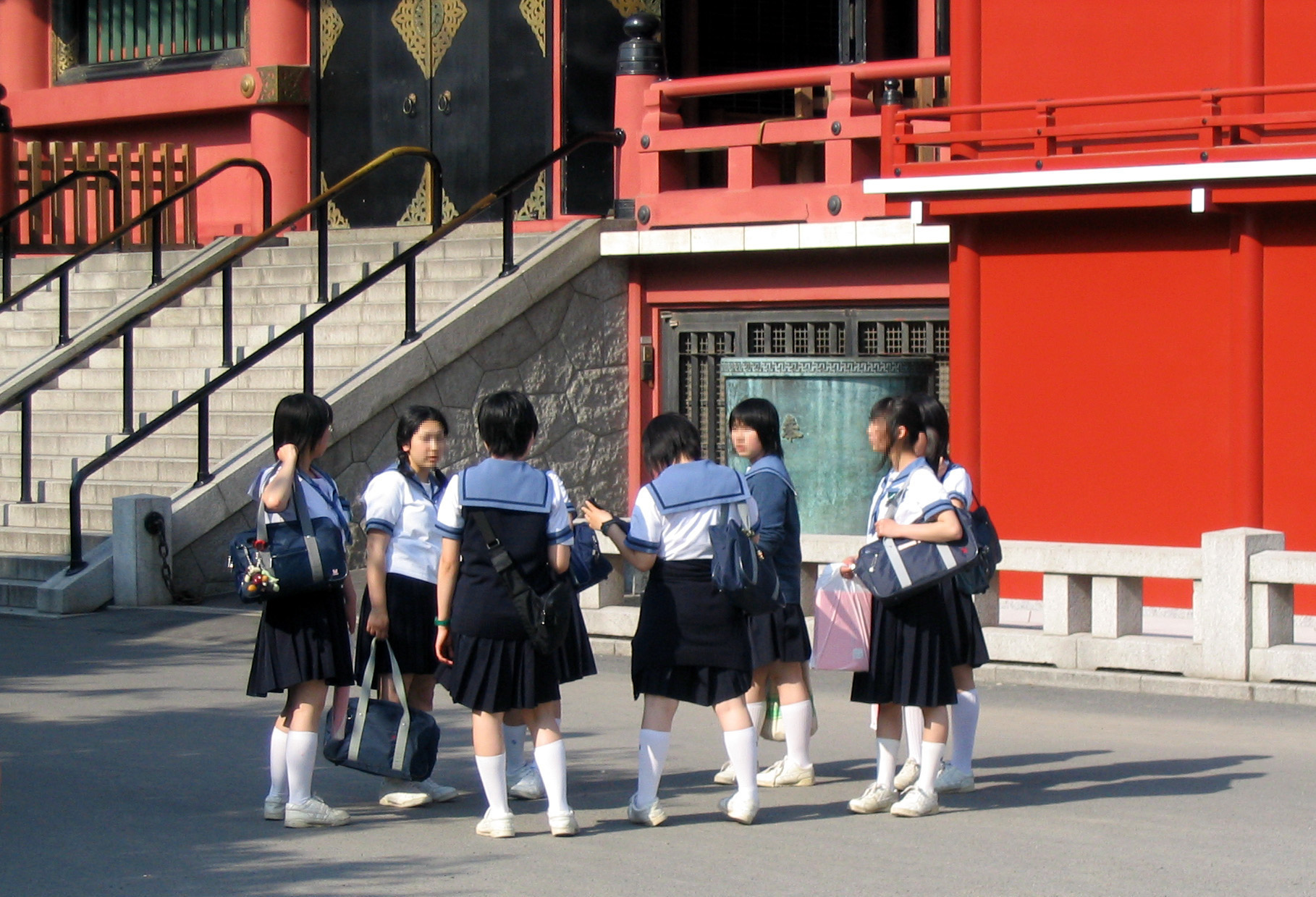
Uczennice niższej szkoły średniej w ubraniu marynarskim, Asakusa, Tokio
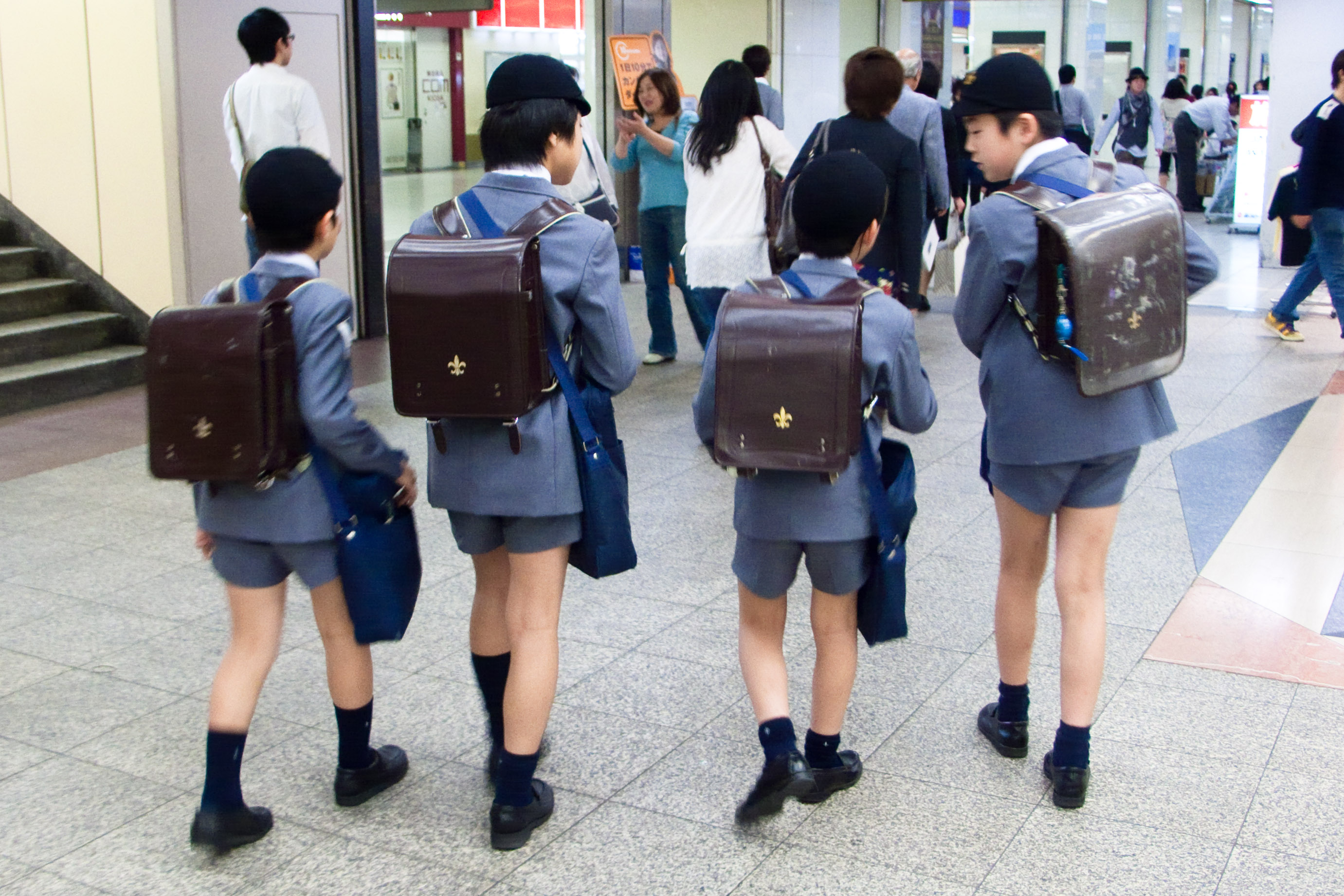
Uczniowie szkoły podstawowej w Tokio
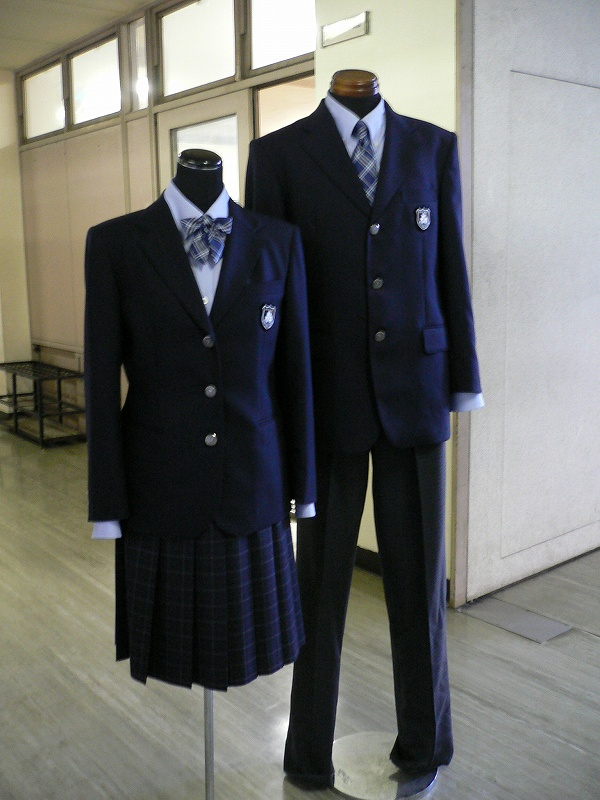
Mundurki jednej ze szkół w Osace